# Nozomu Wakai’s Destinia
Nozomu Wakai’s Destinia is een hardrock- en heavymetalband rond de Japanse gitarist Nozomu Wakai. De band werd opgericht in 2014. Nog datzelfde jaar verscheen het debuutalbum Requiem for a scream, gevolgd door de ep Anecdote of the queens in 2015. Hierna speelde Wakai in diverse (live-)bands voordat hij zijn aandacht weer vestigde op Destinia. In 2018 werd het album Metal souls uitgebracht. Voor dit album werkte Wakai samen met Ronnie Romero (Rainbow, Lords of Black), Marco Mendoza (Thin Lizzy, Whitesnake, Ted Nugent) en Tommy Aldridge (Ozzy Osbourne, Thin Lizzy, Whitesnake, Ted Nugent). Tijdens een interview met Headbanger's Lifestyle gaf Wakai aan dat hij koos voor internationale samenwerking omdat hij met het album een wereldwijd publiek wilde bereiken. Het album werd goed ontvangen waarna een concert werd gegeven in Tokio. Gitarist Nobu Doi werd aan de liveband toegevoegd.

## Discografie

### Albums
- Requiem for a scream, 2014
- Metal souls, 2018

### Ep
- Anecdote of the queens, 2015

### Singles
- Take me home, 2018
- Metal souls, 2018